# Salmo 68
El salmo 68  es, según la numeración hebrea, el sexagésimo octavo salmo del Libro de los salmos de la Biblia. Corresponde al salmo 67 según la numeración de la Biblia Septuaginta griega, empleada también en la Vulgata latina. Por este motivo, recogiendo la doble numeración, a este salmo también se le refiere como el salmo 68 (67).
Comienza en inglés en la versión de la Biblia del Rey Jacobo: "Levántese Dios, sean esparcidos sus enemigos; que también los que le aborrecen huyan de él". El Libro de los Salmos es parte de la tercera sección de la Biblia hebrea y un libro del Antiguo Testamento cristiano. En latín, se conoce como "Exsurgat Deus et dissipentur inimici eius".
El salmo es una parte regular de las liturgias judía , católica , luterana , anglicana y otras liturgias protestantes.

## Texto
La siguiente tabla muestra el texto en hebreo del salmo con vocales, junto con el texto en griego koiné en la Septuaginta y la traducción al español de la Biblia del Rey Jacobo. Tenga en cuenta que el significado puede diferir ligeramente entre estas versiones, ya que la Septuaginta y el texto masorético provienen de tradiciones textuales diferentes.  En la Septuaginta, este salmo está numerado como Salmo 67.
| #     | Hebreo                                                                    | Español | Griego |
| ----- | ------------------------------------------------------------------------- | --- | --- |
| [ 8 ] | לַמְנַצֵּ֥חַ לְדָוִ֗ד מִזְמ֥וֹר שִֽׁיר׃                                                     | (Al músico principal, salmo o cántico de David). | Εἰς τὸ τέλος· ᾠδῆς ψαλμὸς τῷ Δαυΐδ. - |
| 1     | יָק֣וּם אֱ֭לֹהִים יָפ֣וּצוּ אוֹיְבָ֑יו וְיָנ֥וּסוּ מְ֝שַׂנְאָ֗יו מִפָּנָֽיו׃                              | Que se levante Dios, que se dispersen sus enemigos; que huyan ante él los que le aborrecen.                                                                                              | ΑΝΑΣΤΗΤΩ ὁ Θεός, καὶ διασκορπισθήτωσαν οἱ ἐχθροὶ αὐτοῦ, καὶ φυγέτωσαν ἀπὸ προσώπου αὐτοῦ οἱ μισοῦντες αὐτόν.                                                                        |
| 2     | כְּהִנְדֹּ֥ף עָשָׁ֗ן תִּ֫נְדֹּ֥ף כְּהִמֵּ֣ס דּ֭וֹנַג מִפְּנֵי־אֵ֑שׁ יֹאבְד֥וּ רְ֝שָׁעִ֗ים מִפְּנ ֵ֥י אֱלֹהִֽים׃                 | Como se disipa el humo, así los disiparás; como se derrite la cera ante el fuego, así perecerán los impíos ante la presencia de Dios.                                                    | ὡς ἐκλείπει καπνός, ἐκλιπέτωσαν· ὡς τήκεται κηρὸς ἀπὸ προσώπου πυρός, οὕτως ἀπολοῦνται οἱ ἁμαρτωλοὶ ἀπὸ προσώπου τοῦ Θεοῦ.                                                          |
| 3     | וְֽצַדִּיקִ֗ים יִשְׂמְח֣וּ יַ֭עַלְצוּ לִפְנֵ֥י אֱלֹהִ֗ים וְיָשִׂ֥ישׂוּ בְשִׂמְחָֽה׃                              | Pero los justos se alegrarán; se regocijarán delante de Dios; sí, se regocijarán grandemente.                                                                                            | καὶ οἱ δίκαιοι εὐφρανθήτωσαν, ἀγαλλιάσθωσαν ἐνώπιον τοῦ Θεοῦ, τερφθήτωσαν ἐν εὐφροσύνῃ.                                                                                             |
| 4     | שִׁ֤ירוּ ׀ לֵאלֹהִים֮ זַמְּר֢וּ שְׁ֫מ֥וֹ סֹ֡לּוּ לָרֹכֵ֣ב בָּ֭עֲרָבוֹת בְּיָ֥הּ שְׁמ֗וֹ וְעִלְז֥וּ לְפ נָֽיו׃              | Cantad a Dios, cantad alabanzas a su nombre; exaltad al que cabalga sobre los cielos con su nombre JAH, y regocijaos delante de él.                                                      | ᾄσατε τῷ Θεῷ, ψάλατε τῷ ὀνόματι αὐτοῦ· ὁδοποιήσατε τῷ ἐπιβεβηκότι ἐπὶ δυσμῶν, Κύριος ὄνομα αὐτῷ, καὶ ἀγαλλιᾶσθε ἐνώπιον αὐτοῦ.                                                      |
| 5     | אֲבִ֣י יְ֭תוֹמִים וְדַיַּ֣ן אַלְמָנ֑וֹת אֱ֝לֹהִ֗ים בִּמְע֥וֹן קׇדְשֽׁוֹ׃                                  | Dios es padre de los huérfanos y juez de las viudas en su morada santa. | ταραχθήσονται ἀπὸ προσώπου αὐτοῦ, τοῦ πατρὸς τῶν ὀρφανῶν καὶ κριτοῦ τῶν χηρῶν· ὁ Θεὸς ἐν τόπῳ ἁγίῳ αὐτοῦ.                                                                           |
| 6     | אֱלֹהִ֤ים ׀ מ֘וֹשִׁ֤יב יְחִידִ֨ים ׀ בַּ֗יְתָה מוֹצִ֣יא אֲ֭סִירִים בַּכּוֹשָׁר֑וֹת אַ֥ךְ ס֝וֹרְרִ֗ים שָׁ כְנ֥וּ צְחִיחָֽה׃   | Dios pone en familias a los solitarios; saca a los que están encadenados, pero los rebeldes habitan en tierra árida.                                                                     | ὁ Θεὸς κατοικίζει μονοτρόπους ἐν οἴκῳ ἐξάγων πεπεδημένους ἐν ἀνδρείᾳ, ὁμοίως τοὺς παραπικραίνοντας, τοὺς κατοικοῦντας ἐν τάφοις.                                                    |
| 7     | אֱֽלֹהִ֗ים בְּ֭צֵאתְךָ לִפְנֵ֣י עַמֶּ֑ךָ בְּצַעְדְּךָ֖ בִישִׁימ֣וֹן סֶֽלָה׃                                   | Oh Dios, cuando saliste delante de tu pueblo, cuando marchaste por el desierto; Selah:                                                                                                   | ὁ Θεός, ἐν τῷ ἐκπορεύεσθαί σε ἐνώπιον τοῦ λαοῦ σου, ἐν τῷ διαβαίνειν σε ἐν τῇ ἐρήμῳ. (διάψαλμα).                                                                                    |
| 8     | אֶ֤רֶץ רָעָ֨שָׁה ׀ אַף־שָׁמַ֣יִם נָטְפוּ֮ מִפְּנֵ֢י אֱלֹ֫הִ֥ים זֶ֥ה סִינַ֑י מִפְּנֵ֥י אֱ֝לֹ הִ֗ים אֱלֹהֵ֥י יִשְׂרָאֵֽל׃        | La tierra tembló, los cielos también se derramaron ante la presencia de Dios: incluso el Sinaí se conmovió ante la presencia de Dios, el Dios de Israel.                                 | γῆ ἐσείσθη, καὶ γὰρ οἱ οὐρανοὶ ἔσταξαν ἀπὸ προσώπου τοῦ Θεοῦ τοῦ Σινᾶ, ἀπὸ προσώπου τοῦ Θεοῦ ᾿Ισραήλ.                                                                               |
| 9     | גֶּ֣שֶׁם נְ֭דָבוֹת תָּנִ֣יף אֱלֹהִ֑ים נַחֲלָתְךָ֥ וְ֝נִלְאָ֗ה אַתָּ֥ה כוֹנַנְתָּֽהּ׃                              | Tú, oh Dios, enviaste una lluvia abundante, con la cual confirmaste tu heredad cuando estaba agotada.                                                                                    | βροχὴν ἑκούσιον ἀφοριεῖς, ὁ Θεός, τῇ κληρονομίᾳ σου, καὶ ἠσθένησε, σὺ δὲ κατηρτίσω αὐτήν.                                                                                           |
| 10    | חַיָּתְךָ֥ יָשְׁבוּ־בָ֑הּ תָּ֤כִֽין בְּטוֹבָתְךָ֖ לֶֽעָנִ֣י אֱלֹהִֽים׃                                      | Tu congregación ha habitado en ella; tú, oh Dios, has preparado tu bondad para los pobres.                                                                                               | τὰ ζῷά σου κατοικοῦσιν ἐν αὐτῇ· ἡτοίμασας ἐν τῇ χρηστότητί σου τῷ πτωχῷ, ὁ Θεός. |
| 11    | אֲדֹנָ֥י יִתֶּן־אֹ֑מֶר הַ֝מְבַשְּׂר֗וֹת צָבָ֥א רָֽב׃                                              | El Señor dio la palabra: grande era la compañía de los que la publicaban. | Κύριος δώσει ῥῆμα τοῖς εὐαγγελιζομένοις δυνάμει πολλῇ, |
| 12    | מַלְכֵ֣י צְ֭בָאוֹת יִדֹּד֣וּן יִדֹּד֑וּן וּנְוַת־בַּ֝֗יִת תְּחַלֵּ֥ק שָׁלָֽל׃                                 | Los reyes de los ejércitos huyeron apresuradamente, y la que se quedó en casa repartió el botín.                                                                                         | ὁ βασιλεὺς τῶν δυνάμεων τοῦ ἀγαπητοῦ, τῇ ὡραιότητι τοῦ οἴκου διελέσθαι σκῦλα. |
| 13    | אִֽם־תִּשְׁכְּבוּן֮ בֵּ֤ין שְׁפַ֫תָּ֥יִם כַּנְפֵ֣י י֭וֹנָה נֶחְפָּ֣ה בַכֶּ֑סֶף וְ֝אֶבְרוֹתֶ֗יהָ ב ִּירַקְרַ֥ק חָרֽוּץ׃            | Aunque hayáis dormido entre las ollas, seréis como las alas de una paloma cubiertas de plata, y sus plumas de oro amarillo.                                                              | ἐὰν κοιμηθῆτε ἀνὰ μέσον τῶν κλήρων, πτέρυγες περιστερᾶς περιηργυρωμέναι, καὶ τὰ μετάφρενα αὐτῆς ἐν χλωρότητι χρυσίου.                                                               |
| 14    | בְּפָ֘רֵ֤שׂ שַׁדַּ֓י מְלָ֘כִ֤ים בָּ֗הּ תַּשְׁלֵ֥ג בְּצַלְמֽוֹן׃                                            | Cuando el Todopoderoso dispersó a los reyes en ella, era blanca como la nieve en Salmon.                                                                                                 | ἐν τῷ διαστέλλειν τὸν ἐπουράνιον βασιλεῖς ἐπ᾿ αὐτῆς, χιονωθήσονται ἐν Σελμών. |
| 15    | הַר־אֱ֭לֹהִים הַר־בָּשָׁ֑ן הַ֥ר גַּ֝בְנֻנִּ֗ים הַר־בָּשָֽׁן׃                                         | El monte de Dios es como el monte de Basán; un monte alto como el monte de Basán. | ὄρος τοῦ Θεοῦ, ὄρος πῖον, ὄρος τετυρωμένον, ὄρος πῖον. |
| 16    | לָ֤מָּה ׀ תְּֽרַצְּדוּן֮ הָרִ֢ים גַּבְנֻ֫נִּ֥ים הָהָ֗ר חָמַ֣ד אֱלֹהִ֣ים לְשִׁבְתּ֑וֹ אַף־יְ֝ה ֹוָ֗ה יִשְׁכֹּ֥ן לָנֶֽצַח׃          | ¿Por qué saltáis, montañas altas? Este es el monte que Dios ha escogido para morar en él; sí, el Señor morará en él para siempre.                                                        | ἱνατί ὑπολαμβάνετε, ὄρη τετυρωμένα, τὸ ὄρος, ὃ εὐδόκησεν ὁ Θεὸς κατοικεῖν ἐν αὐτῷ; καὶ γὰρ ὁ Κύριος κατασκηνώσει εἰς τέλος.                                                         |
| 17    | רֶ֤כֶב אֱלֹהִ֗ים רִבֹּתַ֣יִם אַלְפֵ֣י שִׁנְאָ֑ן אֲדֹנָ֥י בָֿ֝֗ם סִינַ֥י בַּקֹּֽדֶשׁ׃                              | Los carros de Dios son veinte mil, incluso miles de ángeles: el Señor está entre ellos, como en el Sinaí, en el lugar santo.                                                             | τὸ ἅρμα τοῦ Θεοῦ μυριοπλάσιον, χιλιάδες εὐθηνούντων· Κύριος ἐν αὐτοῖς ἐν Σινᾷ ἦν, ἐν τῷ ἁγίῳ.                                                                                       |
| 18    | עָ֘לִ֤יתָ לַמָּר֨וֹם ׀ שָׁ֘בִ֤יתָ שֶּׁ֗בִי לָקַ֣חְתָּ מַ֭תָּנוֹת בָּאָדָ֑ם וְאַ֥ף ס֝וֹרְרִ֗ים לִש ְׁכֹּ֤ן ׀ יָ֬הּ אֱלֹהִֽים׃        | Has subido a lo alto, has llevado cautivos a los cautivos; has recibido dones para los hombres, y también para los rebeldes, para que el Señor Dios habite entre ellos.                  | ἀνέβης εἰς ὕψος, ᾐχμαλώτευσας αἰχμαλωσίαν, ἔλαβες δόματα ἐν ἀνθρώποις, καὶ γὰρ ἀπειθοῦντας τοῦ κατασκηνῶσαι.                                                                        |
| 19    | בָּ֤ר֣וּךְ אֲדֹנָי֮ י֤וֹם ׀ י֥֫וֹם יַעֲמׇס־לָ֗נוּ הָ֘אֵ֤ל יְֽשׁוּעָתֵ֬נוּ סֶֽלָה׃                             | Bendito sea el Señor, que cada día nos colma de bendiciones, el Dios de nuestra salvación. Selah.                                                                                        | Κύριος ὁ Θεὸς εὐλογητός, εὐλογητὸς Κύριος ἡμέραν καθ᾿ ἡμέραν· κατευοδώσαι ἡμῖν ὁ Θεὸς τῶν σωτηρίων ἡμῶν. (διάψαλμα).                                                                |
| 20    | הָ֤אֵ֣ל ׀ לָנוּ֮ אֵ֤ל לְֽמ֫וֹשָׁע֥וֹת וְלֵיהֹוִ֥ה אֲדֹנָ֑י לַ֝מָּ֗וֶת תֹּצָאֽוֹת׃                              | Él es nuestro Dios, el Dios de la salvación; y al Señor pertenecen las cuestiones de la muerte.                                                                                          | ὁ Θεὸς ἡμῶν, ὁ Θεὸς τοῦ σῴζειν, καὶ τοῦ Κυρίου Κυρίου αἱ διέξοδοι τοῦ θανάτου. |
| 21    | אַךְ־אֱלֹהִ֗ים יִמְחַץ֮ רֹ֤אשׁ אֹ֫יְבָ֥יו קׇדְקֹ֥ד שֵׂעָ֑ר מִ֝תְהַלֵּ֗ךְ בַּאֲשָׁמָֽיו׃                            | Pero Dios herirá la cabeza de sus enemigos, y el cuero cabelludo de los que siguen en sus transgresiones.                                                                                | πλὴν ὁ Θεὸς συνθλάσει κεφαλὰς ἐχθρῶν αὐτοῦ, κορυφὴν τριχὸς διαπορευομένων ἐν πλημμελείαις αὐτῶν.                                                                                    |
| 22    | אָמַ֣ר אֲ֭דֹנָי מִבָּשָׁ֣ן אָשִׁ֑יב אָ֝שִׁ֗יב מִֽמְּצֻל֥וֹת יָֽם׃                                        | El Señor dijo: «Traeré de nuevo desde Basán, traeré de nuevo a mi pueblo desde las profundidades del mar».                                                                               | εἶπε Κύριος· ἐκ Βασὰν ἐπιστρέψω, ἐπιστρέψω ἐν βυθοῖς θαλάσσης. |
| 23    | לְמַ֤עַן ׀ תִּ֥מְחַ֥ץ רַגְלְךָ֗ בְּ֫דָ֥ם לְשׁ֥וֹן כְּלָבֶ֑יךָ מֵאֹיְבִ֥ים מִנֵּֽהוּ׃                              | Para que tu pie sea sumergido en la sangre de tus enemigos, y la lengua de tus perros en la misma.                                                                                       | ὅπως ἂν βαφῇ ὁ πούς σου ἐν αἵματι, ἡ γλῶσσα τῶν κυνῶν σου ἐξ ἐχθρῶν παρ᾿ αὐτοῦ. |
| 24    | רָא֣וּ הֲלִיכוֹתֶ֣יךָ אֱלֹהִ֑ים הֲלִ֘יכ֤וֹת אֵלִ֖י מַלְכִּ֣י בַקֹּֽדֶשׁ׃                                  | Han visto tus caminos, oh Dios, los caminos de mi Dios, mi Rey, en el santuario. | ἐθεωρήθησαν αἱ πορεῖαί σου, ὁ Θεός, αἱ πορεῖαι τοῦ Θεοῦ μου τοῦ βασιλέως τοῦ ἐν τῷ ἁγίῳ.                                                                                            |
| 25    | קִדְּמ֣וּ שָׁ֭רִים אַחַ֣ר נֹגְנִ֑ים בְּת֥וֹךְ עֲ֝לָמ֗וֹת תּוֹפֵפֽוֹת׃                                    | Los cantores iban delante, los músicos les seguían; entre ellos estaban las doncellas que tocaban los panderos.                                                                          | προέφθασαν ἄρχοντες ἐχόμενοι ψαλλόντων ἐν μέσῳ νεανίδων τυμπανιστριῶν. |
| 26    | בְּֽ֭מַקְהֵלוֹת בָּרְכ֣וּ אֱלֹהִ֑ים אֲ֝דֹנָ֗י מִמְּק֥וֹר יִשְׂרָאֵֽל׃                                      | Bendecid a Dios en las congregaciones, al Señor, desde la fuente de Israel. | ἐν ἐκκλησίαις εὐλογεῖτε τὸν Θεόν, Κύριον ἐκ πηγῶν ᾿Ισραήλ. |
| 27    | שָׁ֤ם בִּנְיָמִ֨ן ׀ צָעִ֡יר רֹדֵ֗ם שָׂרֵ֣י יְ֭הוּדָה רִגְמָתָ֑ם שָׂרֵ֥י זְ֝בֻל֗וּן שָׂרֵ֥י נַפ ְתָּלִֽי׃                 | Allí está el pequeño Benjamín con su gobernante, los príncipes de Judá y su consejo, los príncipes de Zabulón y los príncipes de Neftalí.                                                | ἐκεῖ Βενιαμὶν νεώτερος ἐν ἐκστάσει, ἄρχοντες ᾿Ιούδα ἡγεμόνες αὐτῶν, ἄρχοντες Ζαβουλών, ἄρχοντες Νεφθαλείμ.                                                                          |
| 28    | צִוָּ֥ה אֱלֹהֶ֗יךָ עֻ֫זֶּ֥ךָ עוּזָּ֥ה אֱלֹהִ֑ים ז֝֗וּ פָּעַ֥לְתָּ לָּֽנוּ׃                                     | Tu Dios ha ordenado tu fuerza: fortalece, oh Dios, lo que has hecho por nosotros. | ἔντειλαι, ὁ Θεός, τῇ δυνάμει σου, δυνάμωσον, ὁ Θεός, τοῦτο, ὃ κατειργάσω ἐν ἡμῖν.                                                                                                   |
| 29    | מֵ֭הֵיכָלֶךָ עַל־יְרוּשָׁלָ֑͏ִם לְךָ֤ יוֹבִ֖ילוּ מְלָכִ֣ים שָֽׁי׃                                      | Por tu templo en Jerusalén, los reyes te traerán presentes. | ἀπὸ τοῦ ναοῦ σου ἐπὶ ῾Ιερουσαλὴμ σοὶ οἴσουσι βασιλεῖς δῶρα. |
| 30    | גְּעַ֨ר חַיַּ֪ת קָנֶ֡ה עֲדַ֤ת אַבִּירִ֨ים ׀ בְּעֶגְלֵ֬י עַמִּ֗ים מִתְרַפֵּ֥ס בְּרַצֵּי־כָ֑סֶף ב ּזַּ֥ר עַ֝מִּ֗ים קְרָב֥וֹת יֶחְפָּֽצוּ׃ | Reprende a la compañía de lanceros, a la multitud de toros, con los terneros del pueblo, hasta que todos se sometan con piezas de plata; dispersa al pueblo que se deleita en la guerra. | ἐπιτίμησον τοῖς θηρίοις τοῦ καλάμου· ἡ συναγωγὴ τῶν ταύρων ἐν ταῖς δαμάλεσι τῶν λαῶν τοῦ ἐγκλεισθῆναι τοὺς δεδοκιμασμένους τῷ ἀργυ ρίῳ· διασκόρπισον ἔθνη τὰ τοὺς πολέμους θέλοντα. |
| 31    | יֶאֱתָ֣יוּ חַ֭שְׁמַנִּים מִנִּ֣י מִצְרָ֑יִם כּ֥וּשׁ תָּרִ֥יץ יָ֝דָ֗יו לֵאלֹהִֽים׃                              | Los príncipes saldrán de Egipto; Etiopía pronto extenderá sus manos hacia Dios. | ἥξουσι πρέσβεις ἐξ Αἰγύπτου, Αἰθιοπία προφθάσει χεῖρα αὐτῆς τῷ Θεῷ. |
| 32    | מַמְלְכ֣וֹת הָ֭אָרֶץ שִׁ֣ירוּ לֵאלֹהִ֑ים זַמְּר֖וּ אֲדֹנָ֣י סֶֽלָה׃                                    | Cantad a Dios, reinos de la tierra; cantad al Señor; Selah: | αἱ βασιλεῖαι τῆς γῆς, ᾄσατε τῷ Θεῷ, ψάλατε τῷ Κυρίῳ. (διάψαλμα). |
| 33    | לָ֭רֹכֵב בִּשְׁמֵ֣י שְׁמֵי־קֶ֑דֶם הֵ֥ן יִתֵּ֥ן בְּ֝קוֹל֗וֹ ק֣וֹל עֹֽז׃                                    | Al que cabalga sobre los cielos de los cielos, que eran desde la antigüedad; he aquí que él envía su voz, y es una voz poderosa.                                                         | ψάλατε τῷ Θεῷ τῷ ἐπιβεβηκότι ἐπὶ τὸν οὐρανὸν τοῦ οὐρανοῦ κατὰ ἀνατολάς· ἰδοὺ δώσει τῇ φωνῇ αὐτοῦ φωνὴν δυνάμεως.                                                                    |
| 34    | תְּנ֥וּ עֹ֗ז לֵאלֹ֫הִ֥ים עַֽל־יִשְׂרָאֵ֥ל גַּאֲוָת֑וֹ וְ֝עֻזּ֗וֹ בַּשְּׁחָקִֽים׃                                 | Atribuid a Dios la fuerza: su excelencia está sobre Israel, y su fuerza está en las nubes.                                                                                               | δότε δόξαν τῷ Θεῷ· ἐπὶ τὸν ᾿Ισραὴλ ἡ μεγαλοπρέπεια αὐτοῦ, καὶ ἡ δύναμις αὐτοῦ ἐν ταῖς νεφέλαις.                                                                                     |
| 35    | נ֤וֹרָ֥א אֱלֹהִ֗ים מִֽמִּקְדָּ֫שֶׁ֥יךָ אֵ֤ל יִשְׂרָאֵ֗ל ה֤וּא נֹתֵ֨ן ׀ עֹ֖ז וְתַעֲצֻמ֥וֹת לָע ָ֗ם בָּר֥וּךְ אֱלֹהִֽים׃         | Oh Dios, eres terrible en tus lugares santos: el Dios de Israel es quien da fuerza y poder a su pueblo. Bendito sea Dios.                                                                | θαυμαστὸς ὁ Θεὸς ἐν τοῖς ἁγίοις αὐτοῦ· ὁ Θεὸς ᾿Ισραήλ, αὐτὸς δώσει δύναμιν καὶ κραταίωσιν τῷ λαῷ αὐτοῦ. εὐλογητὸς ὁ Θεός.                                                           |

## Comentarios

### De la iglesia católica

#### A todo el salmo
El Salmo 68 cierra la serie de alabanzas iniciadas en el Salmo 65. En él se unen tres temas principales: las acciones de Dios en la historia de Israel (cf. Sal 66,5-12), su presencia en el Templo y su dominio sobre toda la tierra y todos los pueblos. La alabanza llega aquí a su punto más alto.
El salmo no presenta una estructura estricta, pero se puede dividir en tres partes: una introducción sobre el poder de Dios frente a sus enemigos (vv. 2-4), un desarrollo central que describe cómo se ha manifestado ese poder (vv. 5-32), y una conclusión que invita a reconocer su grandeza en el cielo y en el Templo (vv. 35-36). A lo largo del texto se intercalan recuerdos de hechos históricos, llamadas a la alabanza (vv. 5.27.33) y elogios directos a Dios.
El cuerpo del salmo comienza proclamando que Dios, Señor del cielo, está presente en el Templo y defiende al débil (vv. 5-7). Luego recuerda cómo condujo a su pueblo desde el Sinaí hasta la tierra prometida, venciendo a los enemigos (vv. 8-15), y cómo eligió el monte Sión como su morada (vv. 16-19). Desde allí protege a su pueblo (vv. 20-24), recibe el homenaje de las tribus (vv. 25-28) y atrae a reyes y naciones (vv. 29-32). El salmo, con rasgos de canto procesional (vv. 25-28), incluye elementos antiguos similares a los de Ex 15, Jc 5 y Ha 3. La Iglesia retoma esta alabanza, dirigida originalmente al Dios de Israel, aplicándola a Jesucristo. Él, al ascender al cielo, ha entrado en el verdadero Santuario. En Él se cumple plenamente el señorío de Dios que antes se manifestaba en el Templo de Jerusalén.

#### A los versículos 1-15
En el versículo 2 se evoca el clamor de Moisés al comenzar la marcha del pueblo por el desierto con el Arca de la Alianza. Como en aquel momento, Dios interviene con fuerza y prontitud: dispersa a los impíos y concede salvación y alegría a los justos (vv. 3-4). Su acción mantiene la misma eficacia que en los inicios del camino de Israel. El salmo convoca a glorificar al Dios del Sinaí y a rendirle tributo con la expresión «aplanad el camino» (v. 5), que indica disposición para acoger su paso. A este Dios se le presenta como quien «cabalga sobre las nubes», un título de origen antiguo, adoptado en la tradición bíblica para exaltar su grandeza y majestad. Es el mismo que se manifestó a Moisés y que habita en el Santuario, donde ejerce su poder en favor de los más frágiles: se le reconoce como protector de los huérfanos y defensor de las viudas (v. 6), revelando así su justicia y cercanía.

La invocación de Dios como “Padre” es conocida en muchas religiones. La divinidad es con frecuencia considerada como “padre de los dioses y de los hombres”. En Israel, Dios es llamado Padre en cuanto Creador del mundo. Pues aún más, es Padre en razón de la Alianza y del don de la Ley a Israel, su “primogénito” (Ex 4,22). Es llamado también Padre del rey de Israel. Es muy especialmente “el Padre de los pobres”, del huérfano y de la viuda, que están bajo su protección amorosa.

Las referencias a la revelación de Dios en el Sinaí (v. 9), al paso del pueblo por el desierto (v. 8) y a la conquista de la tierra prometida (vv. 10-14) son indirectas y evocan temas y expresiones del Éxodo y de los Jueces. La imagen de la «paloma» adornada con plata y oro (v. 14) simboliza al pueblo que entra en la tierra con abundancia y prosperidad. El monte «Salmón» (v. 15), también llamado monte umbrío, parece referirse a una colina cercana a Siquem, en la región central de Samaría (cf. Jc 9,48-49).

#### A los versículos 16-35
Los frondosos bosques de Basán, mencionados en Zaquiel 11,2 y el Salmo 22,13, simbolizan poder y esplendor que pueden sentir celos del monte Sión (Jerusalén), donde el Señor ha puesto su gloria, representada por el «carro». En este lugar, Dios aparece como un rey victorioso que conduce prisioneros y recibe tributos (v. 19). San Pablo, en Efesios 4,8-13, interpreta este texto aplicándolo a Cristo, modificando la expresión para indicar que Jesús, tras su ascensión, llevó cautiva la cautividad y otorgó dones a los hombres. Esta interpretación vincula la victoria divina con la obra redentora de Cristo, que desde los cielos concede el Espíritu Santo, cumpliendo así la imagen de triunfo y exaltación. La tradición cristiana ha entendido este salmo en clave cristológica, reconociendo en él una prefiguración de la  Ascensión y el envío del Espíritu Santo.

La pasión de Cristo ha fructificado en fuerza y en poder. Porque el Señor, habiendo subido a las alturas, por su pasión, ha llevado con él a los cautivos y ha dado todos los dones a los hombres: a los que creen en Él les ha dado poder de pisar con los pies las serpientes, los escorpiones y todo el poder del enemigo.

Tras declarar la presencia de Dios en el Templo, el texto introduce una alabanza que expresa la confianza del pueblo en su protección frente a los enemigos. El versículo 27 actúa como antífona procesional, convocando al pueblo —«fuente» como sinónimo de «estirpe»— a unirse al canto. Se mencionan tribus representativas: Benjamín (por Saúl), Judá (por David), Zabulón y Neftalí (por su papel en la victoria de Débora). Dios da fuerza a su pueblo desde el Templo y es reconocido incluso por los reyes extranjeros. El versículo 31 menciona a Egipto, símbolo del poder pagano, cuyo sometimiento a Dios es anunciado. La oración concluye con una invitación universal a alabar a Dios, y los últimos versículos (34-36) resumen su dominio en los cielos, entre las naciones y en el santuario.

## Usos

### Judaísmo
- Se recita en Shavuot en algunas tradiciones.[17][18]
- Los versículos 5-6 son parte de las oraciones recitadas después de Motzei Shabbat Maariv.[19][20]
- El versículo 20 es parte de Uva Letzion .[19][21]
- Los versículos 35-36 son los versículos cuarto y quinto de V'hu Rachum en Pesukei Dezimra .[19][22]

### Nuevo Testamento
- El versículo 18 se cita en Efesios 4: 8 .[23] En el salmo, el arca subió al monte Sion; en Efesios, se considera que señala a Cristo que ascendió al cielo trayendo consigo a los elegidos.[24]

### Iglesia Católica
En la tradición monástica que data de la Alta Edad Media, este salmo se recitaba tradicionalmente en la oficina de los maitines el miércoles, acuerdo con la distribución de la regla de San Benito fijada en 530.
Con respecto a la Liturgia de las Horas actual , el Salmo 68 se recita o canta en la Oficina de Lectura el martes de la tercera semana. Para facilitar la comprensión se le asigna a cada salmo un título en rojo (rúbrica) que no forma parte del salmo. El título del Salmo 68 es Entrada triunfal del Señor.
También se lee el domingo 22 de la época ordinaria del año C en el ciclo trienal de las misas dominicales.

### Calvinismo
Juan Calvino, un partidario de la teología de la Reforma , describió el tema del Salmo de la siguiente manera:
Hay dos partes de este Salmo: primero, David afirma su destreza contra la opresión del enemigo. Pero cuando se quejó de que no era digno de sufrir graves heridas al enemigo, y que fue atacado por fraudes y emboscadas no menos que su crueldad, finalmente los desafió al juicio de Dios y les reza qué clase de destrucción. se lo merecían.

### Secularismo
La colección de cuentos de John Buchan , The Runagates Club, deriva su título del versículo 6.
La segunda parte del versículo 31, "Etiopía pronto extenderá sus manos hacia Dios" ( Ge'ez : ኢትዮጵያ ታበድ አደዊሃ ሃበ አግዚአብሐር , Itiyopia tabetsih edewiha habe Igziabiher ) se usó en el escudo de armas del emperador Haile Selassie , y también fue anteriormente utilizado como el lema nacional de Etiopía. (El hebreo original se refiere a Cus (כוש).)

## Ambientaciones musicales
Marc-Antoine Charpentier ambientada hacia 1690 Exurgat Deus , H.215, para solistas, coro, 2 instrumentos de agudos y continuo. Philipp Heinrich Erlebach compuso Gelobet sei der Herr täglich , una cantata de iglesia para el primer domingo después de la Trinidad que comienza con el Salmo 68:20. La versión de la Biblia del Rey Jacobo de los versículos 1 y 18 de este capítulo se cita como textos en el oratorio Mesías de Handel , HWV 56.